# Dysmathia juno
Dysmathia juno is een vlindersoort uit de familie van de prachtvlinders (Riodinidae), onderfamilie Riodininae.
Dysmathia juno werd in 1958 beschreven door Le Cerf.